# 欣格勒 (喬治亞州)
欣格勒（英語：Shingler）是位於美國喬治亞州沃思縣的一個非建制地區。該地的面積和人口皆未知。

## 地理
欣格勒的座標為31°34′42″N 83°47′05″W / 31.57833°N 83.78472°W，而該地的平均海拔高度為137米（即449英尺）。